# Sýkořice
Sýkořice (německy Sikorschitz) je obec v okrese Rakovník ve Středočeském kraji. Leží na návrší nad obcí Zbečno nad levým břehem řeky Berounky, po směru toku nedaleko za Roztoky u Křivoklátu, zhruba šestnáct kilometrů jihovýchodně od Rakovníka, třináct kilometrů severozápadně od Berouna a osmnáct kilometrů jihozápadně od Kladna. Žije zde 583 obyvatel (v roce 2006 jich bylo 442).
Obec leží ve střední nadmořské výšce v členitém terénu Křivoklátské vrchoviny, uprostřed CHKO Křivoklátsko, která představuje jednu z nejkrásnějších přírodních oblastí v České republice. Na východním okraji území obce se nachází část národní přírodní rezervace Vůznice kolem stejnojmenného potoka, který tvoří hranici území obce.

## Historie
První písemná zmínka o obci pochází z roku 1581. Někde tudy však již dříve procházela středověká královská cesta mezi Prahou a Křivoklátem, její poloha ale není přesně známa. Dá se předpokládat, že byla takřka totožná s dnešní silnicí č. 201. Oblast ovšem zcela jistě byla osídlena už v pravěku – potvrzují to archeologické nálezy v okolí (například hradiště v Nižboru, které je odtud asi deset kilometrů na jihovýchod). Pravěký člověk přetvářel krajinu pro své zemědělské potřeby a polnosti získával vypalováním zdejších hlubokých lesů. Vznikl tak například bezlesý pás, táhnoucí se od Sýkořice na severovýchod směrem k Unhošti, široký až několik kilometrů, v němž jsou úrodná pole.

## Obyvatelstvo
| Rok            | 1869 | 1880 | 1890 | 1900 | 1910 | 1921 | 1930 | 1950 | 1961 | 1970 | 1980 | 1991 | 2001 | 2011 | 2021 |
| -------------- | ---- | ---- | ---- | ---- | ---- | ---- | ---- | ---- | ---- | ---- | ---- | ---- | ---- | ---- | ---- |
| Počet obyvatel | 437  | 418  | 379  | 390  | 420  | 376  | 395  | 319  | 664  | 585  | 472  | 416  | 416  | 416  | 575  |
| Počet domů     | 47   | 61   | 68   | 67   | 68   | 68   | 84   | 191  | 182  | 176  | 157  | 213  | 225  | 241  | 269  |

## Obecní správa

### Územněsprávní začlenění
Dějiny územněsprávního začleňování zahrnují období od roku 1850 do současnosti. V chronologickém přehledu je uvedena územně administrativní příslušnost obce v roce, kdy ke změně došlo:
- 1850 země česká, kraj Praha, politický okres Rakovník, soudní okres Křivoklát[6]
- 1855 země česká, kraj Praha, soudní okres Křivoklát
- 1868 země česká, politický okres Rakovník, soudní okres Křivoklát
- 1939 země česká, Oberlandrat Kladno, politický okres Rakovník, soudní okres Křivoklát[7]
- 1942 země česká, Oberlandrat Praha, politický okres Rakovník, soudní okres Křivoklát[8]
- 1945 země česká, správní okres Rakovník, soudní okres Křivoklát[9]
- 1949 Pražský kraj, okres Rakovník[10]
- 1960 Středočeský kraj, okres Rakovník
- 2003 Středočeský kraj, obec s rozšířenou působností Rakovník

### Obecní symboly
Znak a vlajka byly obci uděleny rozhodnutím předsedy Poslanecké sněmovny Parlamentu České republiky dne 15. dubna 2010.

## Společnost
V obci Sýkořice (376 obyvatel) byly v roce 1932 evidovány tyto živnosti a obchody: 2 obchody s dřívím, 2 hostince, 2 kováři, mlýn, obuvník, pekař, 2 rolníci, 2 řezníci, 2 obchody se smíšeným zbožím, trafika, velkostatek Fürstenberg.

## Území
Horní část Sýkořice se nazývá Senecká, její nejvýše položená lokalita má název Vrška. Zde v současnosti probíhá nová výstavba domů, obec se tak rozrůstá. K obci patří i samoty či osady Podřeže, Luby, Dřevíč atd. K území obce patří též lom naproti zbečenskému nádraží a pás chatových osad táhnoucích se podél Berounky od lomu až k Vůznici.
Údolí bezejmenného potoka tekoucího od osady Podřeže na jih k Berounce vymezuje rozsáhlou zalesněnou východní část Sýkořice, která vede až na jihovýchod k potoku Vůznici, jehož údolí je součástí stejnojmenné národní přírodní rezervace. Bezejmenné nejvyšší kótě tohoto území bývá udávána nadmořská výška 437 nebo 446 m n. m. Dalším vrcholem je Skalka (345 m n. m.) u stejnojmenné myslivny. Skalnatý pás u zákruty Berounky, na jihozápadě kopce, naproti Žloukovicím, je vyhlášen jako přírodní rezervace Kabečnice. Východním úbočím tohoto kopce vede silnice II/116 z Nižboru na severoseverozápad kolem loveckého zámečku Dřevíč k myslivně Skalka a osadě Luby (a dále směrem na Lány). U Lubů se křižuje se silnicí II/201, která ze Zbečna vede přes Sýkořici, kolem vrcholu Koza (452 m n. m.) a kolem sýkořických osad Podřeže a Luby na východoseverovýchod k Unhošti.
Jihozápadní hranice území obce vede Berounkou bezprostředně od Zbečna (jež se Sýkořicí sousedí na západě a severozápadě) a kolem Račice, u Žloukovic (části obce Nižbor) vede hranice podél železniční trati, která zde sice přechází na sýkořický břeh, ale k území Sýkořice nepatří. Východní hranice Sýkořice s Nižborem v berounském okrese vede severojižním směrem klikatě údolím Vůznice, navazuje severozápadním směrem hranice s Bělčí v kladenském okrese.
V obci je obecní úřad a nalézá se zde i několik podnikatelských subjektů, zejména z oblasti služeb. Větším podnikem je nedaleký kamenolom firmy Kámen Zbraslav, kde se těží spilit a vyrábí drcené kamenivo pro stavební účely a silniční stavby. Ve spodní části obce se nachází fotbalové hřiště. Malebné okolí vsi zaznamenalo po druhé světové válce mohutný rozmach rekreace a dnes patří k velmi výrazným rekreačním oblastem, zejména v blízkosti řeky Berounky.

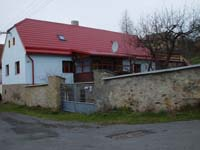
Senecká
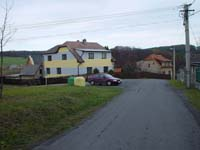
Senecká
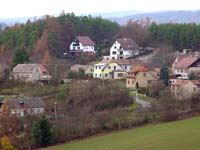
Senecká
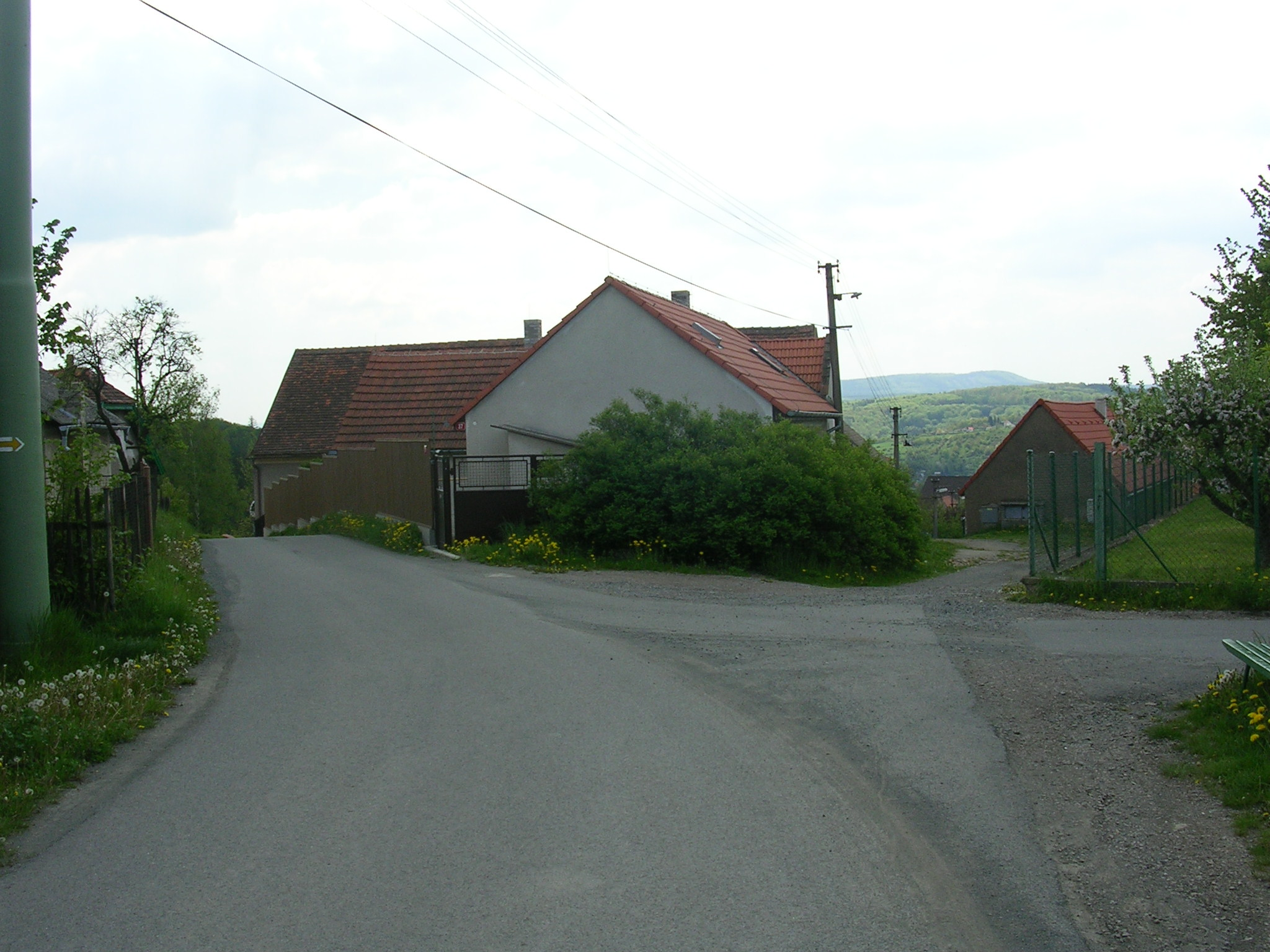
Senecká
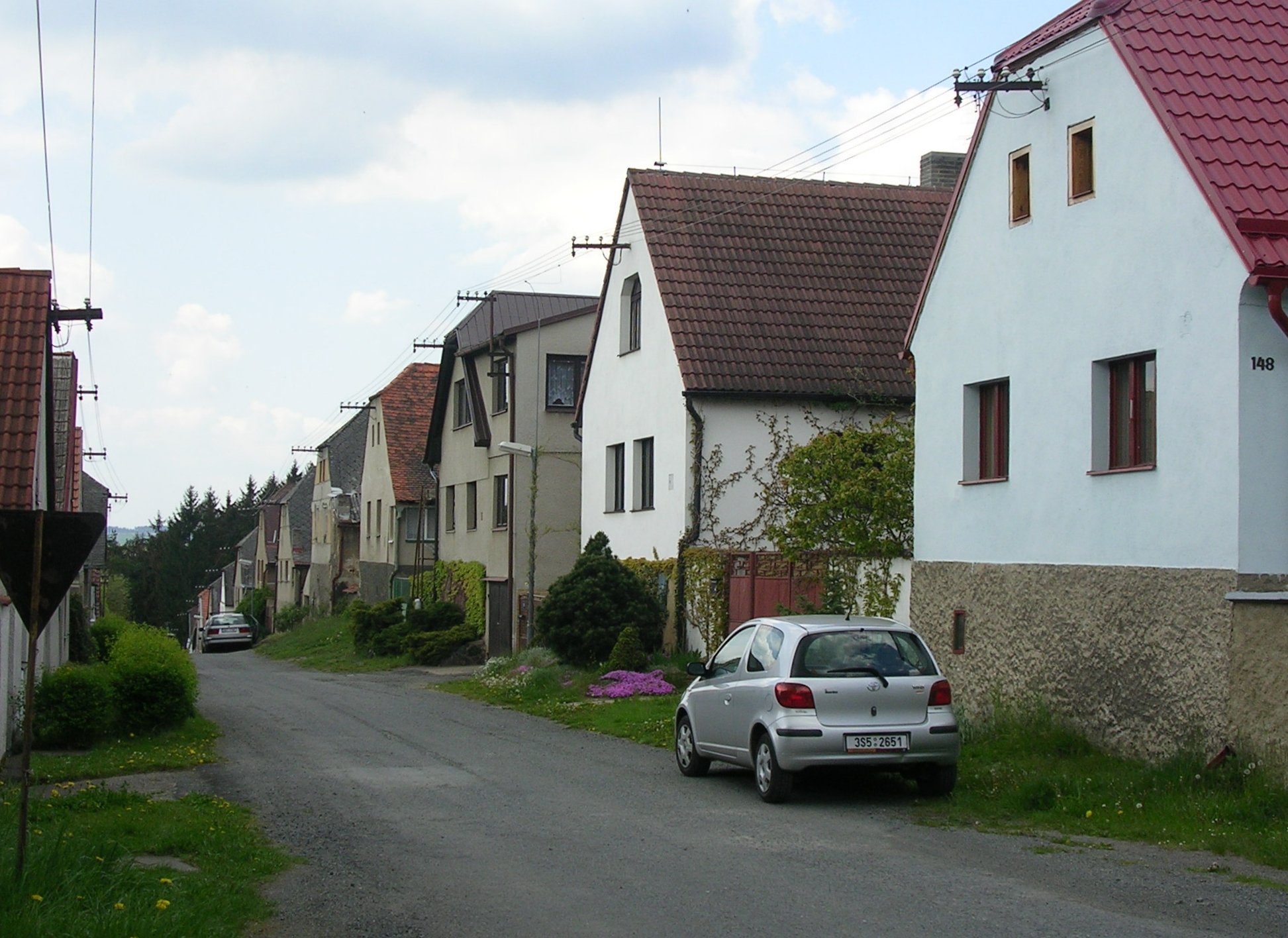
Senecká
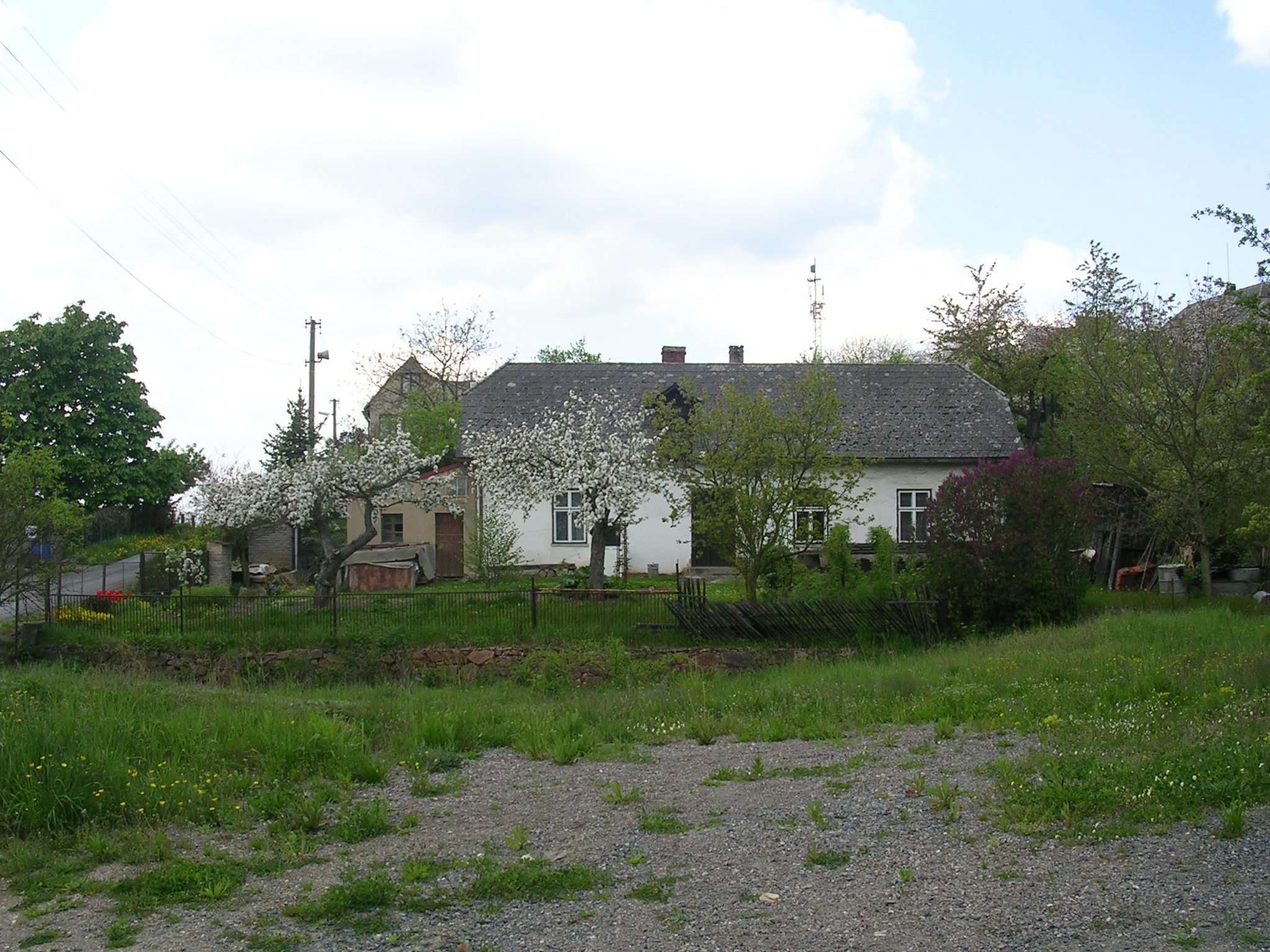
Senecká
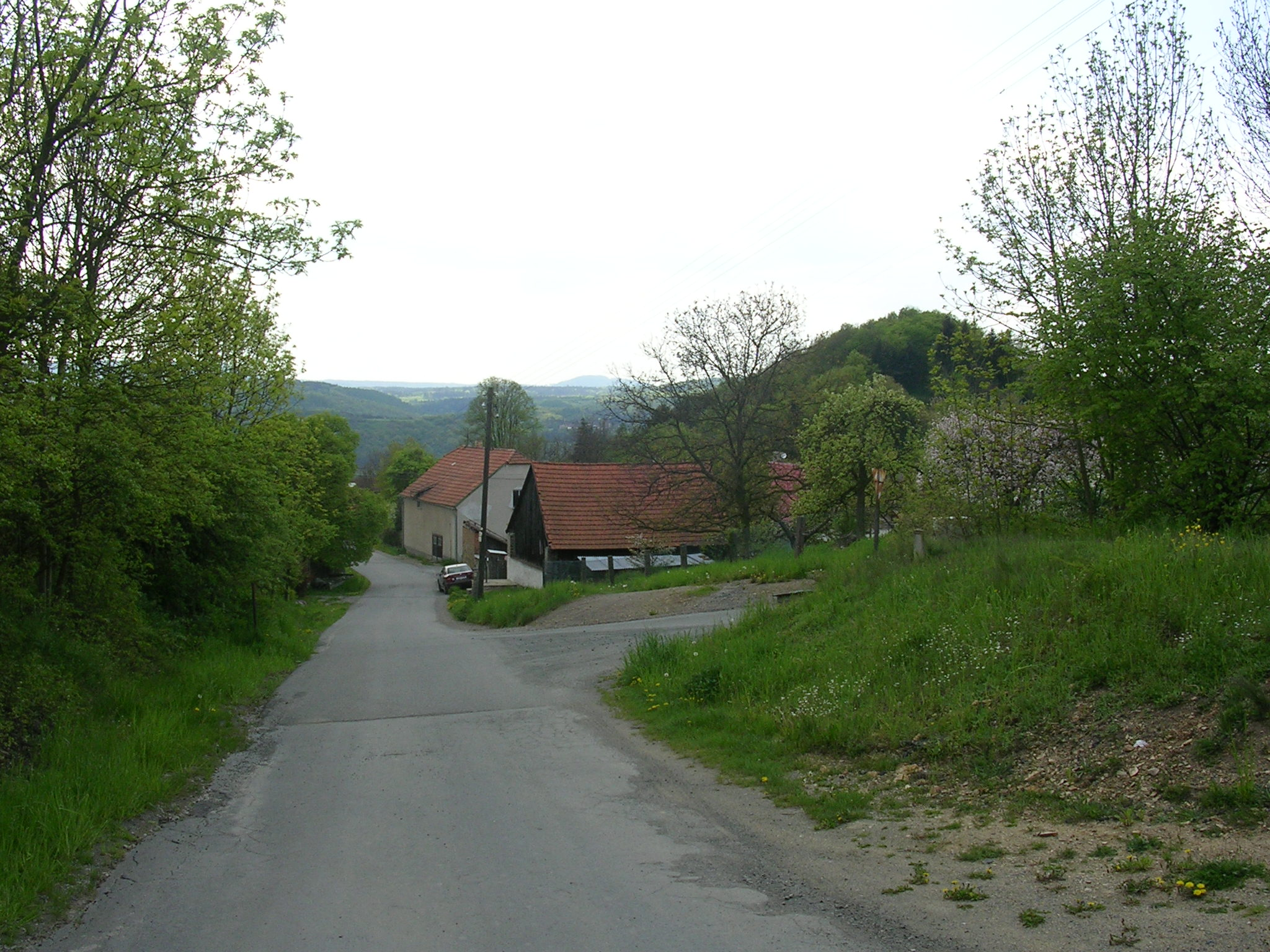
Senecká
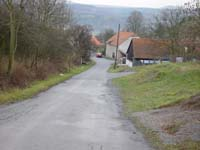
Senecká
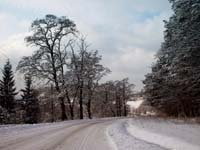
Sýkořice
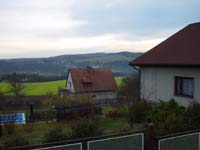
Sýkořice
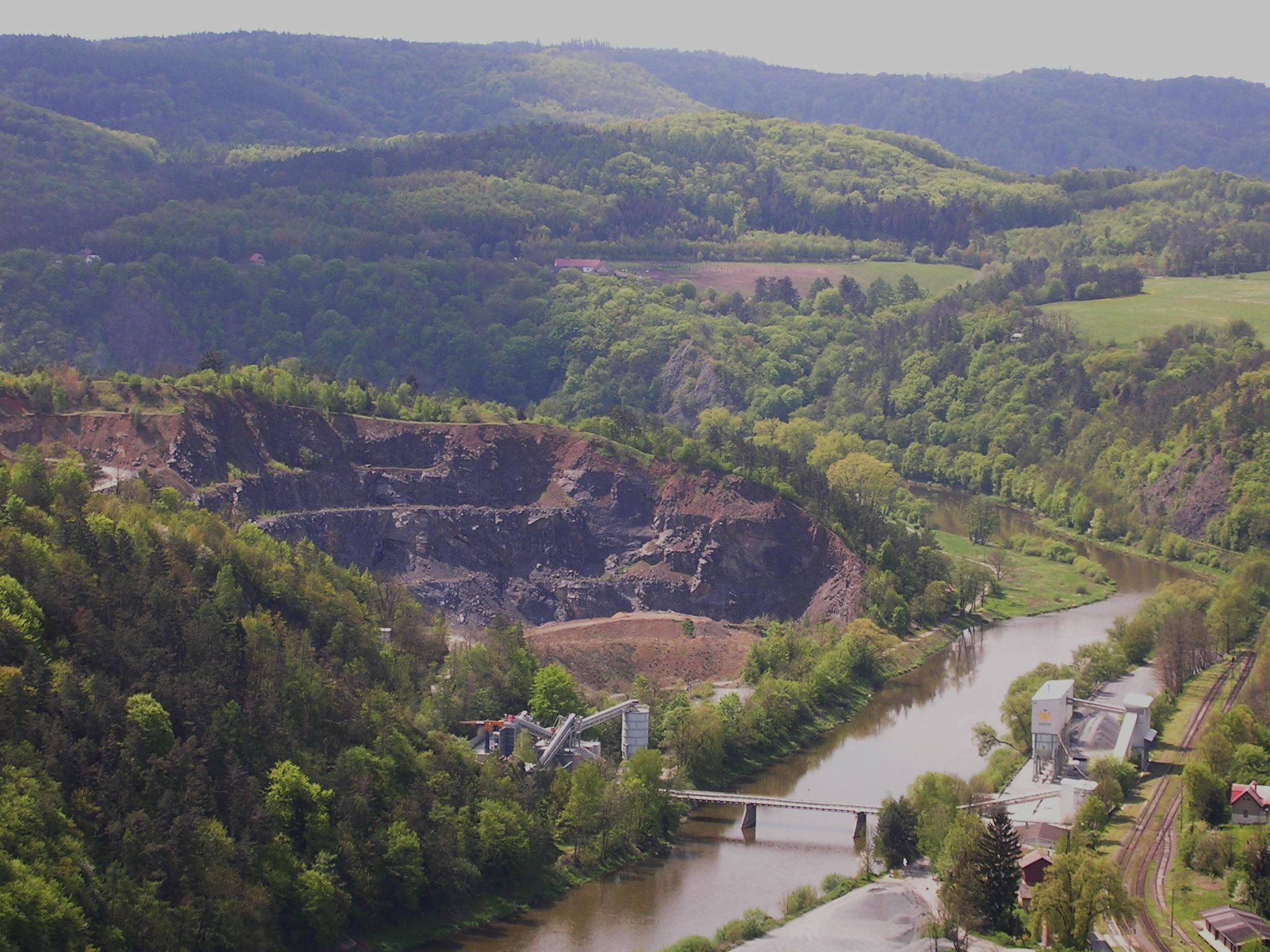
Sýkořický lom, pohled z Pěnčiny

## Doprava
Dopravní síť
- Pozemní komunikace – Obcí vede silnice II/201 Kralovice - Slabce - Křivoklát - Zbečno - Unhošť.

- Železnice – Železniční trať ani stanice na území obce není. Nejbližší železniční stanicí je Zbečno ve vzdálenosti 2 km ležící na trati 174(lokálka) Beroun - Rakovník.

Veřejná doprava 2023
- Autobusová doprava – V obci zastavuje autobusová linka 555 Kladno - Zbečno - Křivoklát - Nezabudice(v pracovních dnech 12 spojů, o víkendech 6 spojů) (dopravce ČSAD MHD Kladno a. s.).

## Pamětihodnosti
- Výklenková kaplička svatého Jana Nepomuckého
- Lovecký zámeček Dřevíč
- Přírodní rezervace Kabečnice
- Na katastru obce se nacházejí dva zeměpisné extrémy okresu Rakovník:
  - nejvýchodnější místo okresu (50°1′33″ s. š., 13°59′35″ v. d.), jímž je východní břeh rybníka v údolí potoka Vůznice, zhruba kilometr severovýchodně od Dřevíče (jen o necelou vteřinu západněji je situováno trojmezí okresů na sever odtud);
  - nejnižší místo okresu (~220 m n. m.); tento bod se nachází taktéž na Vůznici, asi 1¾ km zsz. od Nižboru v místě, kde potok těsně před ústím do řeky Berounky podchází železniční trať Beroun - Rakovník (vlastní břeh Berounky v těchto místech již náleží k okresu Beroun).

## Turistické trasy
Přes území Sýkořice procházejí dvě pěší turistické značené cesty. Žlutá č. 6132 vede ze Zbečna na Seneckou a dále k myslivně Kaly (patřící k obci Běleč). V Senecké lze podle obecních směrovek odbočit k nedaleké vyhlídce Pěnčina (vrchol 416 m n. m.). Ta již leží na katastrálním území Zbečna a je z ní výhled na Zbečno, zákrutu Berounky kolem Újezda nad Zbečnem i na sýkořický lom. Červená č. 0030 vede ze Zbečna přes dolní Sýkořici k myslivně Skalka a dále k Berounu. Údolím Vůznice z ní vede odbočka ke zřícenině Jinčov, stojící na ostrohu na bělečské straně Vůznice.
Na území obce Sýkořice nezasahují žádné vyznačené cyklotrasy.

## Významní obyvatelé
- Karel Schwarzenberg, politik